# 줄리오 레오니
줄리오 레오니(이탈리아어: Giulio Leoni, 1951년 8월 12일 ~ )는 이탈리아의 소설가이다. 로마에서 태어나 줄곧 그곳에서 살고 있으며, 소설가로 등단하기 이전에는 고등학교에서 문학을 가르치는 교사였다. 2000년 《단테 알리기에리와 메두사 살인》이라는 작품으로 소설가로 등단하며 추리소설상인 테데스키 상을 받았다. 이후 《죽음에 초대받은 31명》,《달 위의 여인》을 발표했다.
2004년 《단테의 모자이크 살인》으로 단테 알리기에리를 다시 등장시켜 일명 '단테 시리즈'를 제개하여 2008년까지 총 4권의 단테 시리즈를 발표하였으며, 움베르토 에코를 잇는 이탈리아의 대표적 역사추리소설 작가라고 불린다.

## 단테 시리즈
줄리오 레오니의 단테 시리즈란 실제의 역사적인 인물인 시인 두란테 댈리 알리기에리(약칭 단테 알리기에리)를 탐정으로 부활시켜 사건을 해결하도록한 역사추리소설이다. 2000년부터 2008년까지 4권이 나와있고, 다음과 같다. 여기서 출간일은 한국어판이 기준이다.
- 《단테 알리기에리와 메두사 살인》,2000년
- 《단테의 모자이크 살인》,2004년
- 《단테의 빛의 살인》(I Delitti Della Luce), 2005년,이현경 역
- 《단테의 비밀의 집회》(La Crociata Delle Tenebre),2008년,김효정·최병진 역

참고로, 《단테의 신곡 살인》 역시 단테 시리즈에 포함되지만 줄리오 레오니가 아니라 아르노 들랄랑드라는 작가의 작품이다.